# 麩屋町通

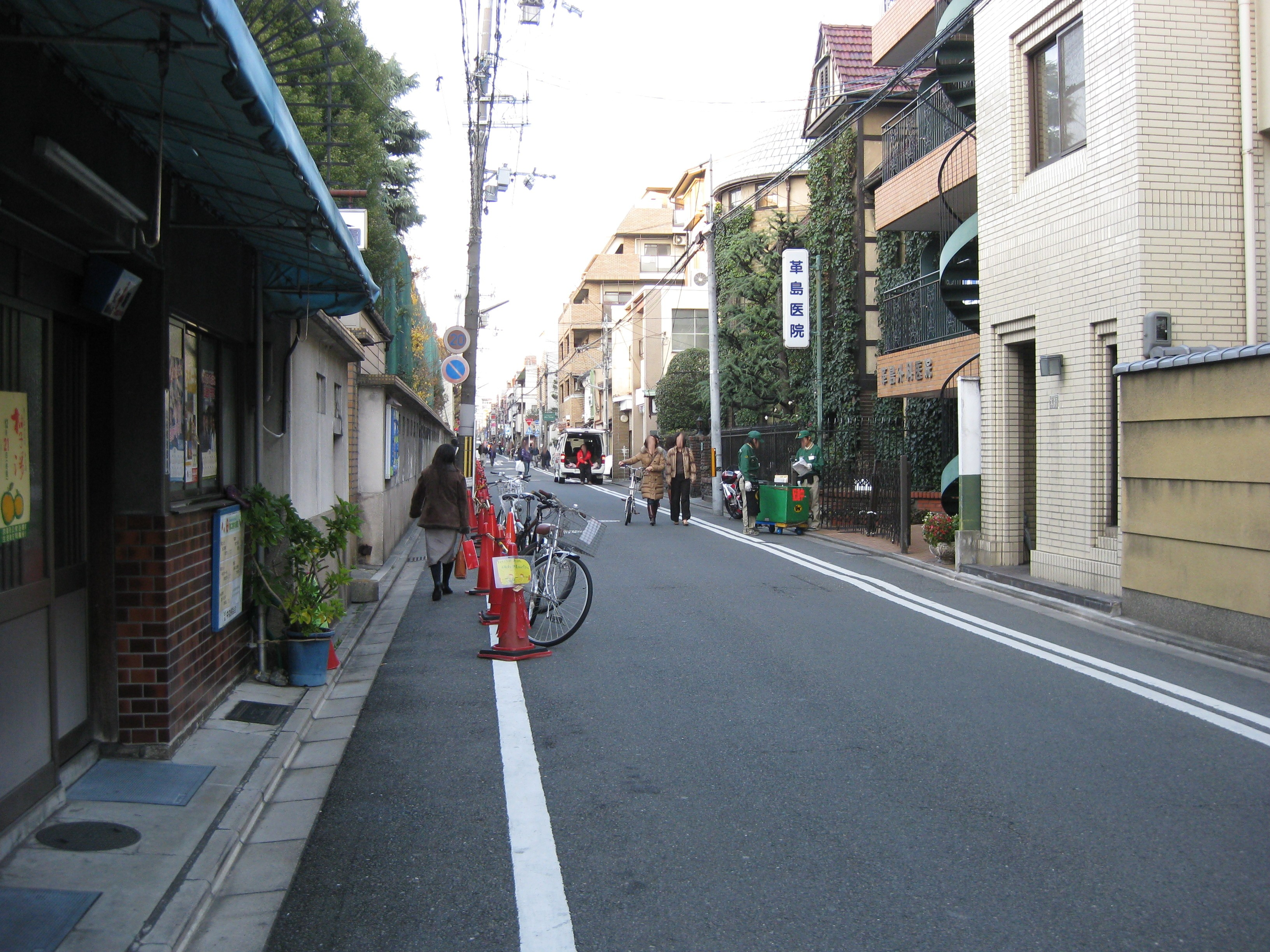
麩屋町通

麩屋町通（ふやちょうどおり）は京都市内の南北の通りの一つ。北は丸太町通から南は五条通まで。
平安京の富小路（とみのこうじ）にあたるが、現在の富小路通は麩屋町通の一本西の通りを指す。なぜこのように名前が変わったか、理由は不明である。

## 沿道の主な施設
- 京都市学校歴史博物館
- 京都税理士会館
- 錦市場